# Jugoszlávia himnusza
A „Hej, Sloveni” az egykori Jugoszlávia himnusza volt.

## Eredetek
A „Hej, Sloveni” című himnuszt eredetileg a pánszlávizmus ihlette. Szövegét Samuel Tomášik szlovák pap, költő és történész írta 1834-ben Prágában, szlovák nyelven, „Hej, Slováci” címmel. Saját bevallása szerint az indította a himnusz megírására, hogy Prága utcáin gyakrabban hallott német szót, mint cseh beszélgetést. Tomášik egy általa korábbról ismert régi lengyel dalt vett alapul: „-{Jeszcze Polska nie zginęła, póki my żyjemy}-” Tomášik hamarosan megváltoztatta a szövegben szereplő nemzetnevet, hogy a dal ne csak saját népére, hanem minden szláv nemzetre vonatkozhasson. A lengyel himnusznak is ugyanez a dallama, de az gyorsabb.[forrás?]
A dal gyorsan terjedt nyomtatásban, különösen az Osztrák–Magyar Monarchia területén élő szlávok körében és a pánszláv mozgalom nem hivatalos himnuszává vált. Az első világháborúban egymás ellen fordított szláv katonák gyakran énekelték egymás felismerése és a testvéri vérontás elkerülése végett. Az átállók és hadifoglyok tovább terjesztették Oroszország és Szerbia, valamint a Balkán déli részei felé is.

## Himnusszá válás
Mivel az Első Jugoszlávia (1918–1941) kombinált, a szerb („Bože pravde”, magyarul: „Az igazság istene”), a horvát („Lijepa naša domovino”, magyarul: „Szép hazánk”) és a szlovén („Napred, zastavo slave”, magyarul: „Előre, dicsőség zászlaja”) nemzeti himnuszokból álló himnuszában számos, a királyra és a királyságra vonatkozó kitétel szerepelt, a Josip Broz Tito vezette partizán mozgalom másik himnuszt keresett. Az AVNOJ (Jugoszláv Antifasiszta Népfelszabadító Tanács) első és második ülésszakán 1941-ben és 1943-ban a „Hej, Sloveni”-t énekelték himnusz gyanánt.
A Második (titói) Jugoszlávia megalakítása után a „Hej, Sloveni” hivatalos döntés nélkül is az ország himnusza lett. A hatalom ugyan évtizedekig keresett egy megfelelőbb dalt, hogy a pánszláv mozgalom helyett a testvériség-egység politikáját éltesse, de több sikertelen pályázat után, 1977-ben mégiscsak a „Hej, Sloveni”-t nyilvánította hivatalosan is a föderáció himnuszává.
Jugoszlávia 1991/92-es széthullásával a Szerbiából és Montenegróból álló kéttagú föderáció először megtartotta himnuszának. Montenegró kiválása után, 2006-ban azonban mindkét köztársaság új himnuszt választott magának, azaz mindegyik visszatért történelmi himnuszához: Szerbia a „Bože pravde”-hoz, Montenegró pedig az „Oj, svijetla majska zoro” (magyarul: „Ó, ragyogó májusi hajnal”) c. nemzeti dalhoz.

## Szövegek[2]
| Szerb, latin betűkkel | Szerb, cirill betűkkel | Horvát | Szlovén | Macedón | Magyar nyersfordítás |
| --- | --- | --- | --- | --- | --- |
| Hej, Sloveni, jošte živi duh naših dedova, dok za narod srce bije njihovih sinova. Živi, živi duh slovenski živećeš vekov'ma zalud preti ponor pakla zalud vatra groma. Nek se sada i nad nama burom sve raznese stena puca, dub se lama, zemlja nek se trese. Mi stojimo postojano kao klisurine proklet bio izdajica svoje domovine. | Хеј Слoвени, јоште живи Дух наших дедова Док за народ срце бије Њихових синова. Живи, живи дух слoвенски Живећеш веков'ма Залуд прети понор пакла, Залуд ватра грома. Нек' се сада и над нама Буром све разнесе Стена пуца, дуб се лама, Земља нeк' се тресе. Ми стојимо постојано Као клисурине, Проклет био издајица Своје домовине | Hej Slaveni, još te živi Riječ naših djedova Dok za narod srce bije Njihovih sinova Živi, živi duh slavenski Živjet ćeš vjekov'ma Zalud prijeti ponor pakla Zalud vatra groma Nek se sada i nad nama Burom sve raznese Stijena puca, dub se lama Zemlja nek se trese Mi stojimo postojano Kano klisurine Proklet bio izdajica Svoje domovine! | Hej Slovani, naša reč slovanska živo klije dokler naše verno srce za naš narod bije Živi, živi, duh slovanski, bodi živ na veke, grom in peklo, prazne vaše proti nam so steke Naj tedaj nad nami strašna burja se le znese, skala poka, dob se lomi, zemlja naj se strese Bratje, mi stojimo trdno kakor zidi grada, črna zemlja naj pogrezne tega, kdor odpada! | Еј, Словени, жив е тука зборот свет на родот штом за народ срце чука преку син во внукот! Жив е вечно, жив е духот словенски во слога. Не нè плашат адски бездни ниту громов оган! Пустошејќи, нека бура и над нас се втурне! Пука даб и карпа сура, тлото ќе се урне: Стоиме на стамен-прагот - клисури и бедем! Проклет да е тој што предал Родина на врагот! | Hej, szlávok, él még mindenütt nagyapáink szelleme, Míg a nemzetért ver gyermekeik szíve. Él hát, él hát, a szláv szellem, élni fog örökké, Hiába fenyegeti pokol mélye, és mennydörgés tüze. Hasítson szét most felettünk a viharos szél mindent! Szikla pattan, tölgy szétroppan, A föld is megremegjen! Mi csak állunk itt szilárdan, mint a hegyszorosok. És legyen átkozott, ki elárulja saját hazáját! |

## Fordítás
- Ez a szócikk részben vagy egészben  a(z)   Хеј, Словени című szerb Wikipédia-szócikk fordításán alapul.  Az eredeti cikk szerkesztőit annak laptörténete sorolja fel. Ez a jelzés csupán a megfogalmazás eredetét és a szerzői jogokat jelzi, nem szolgál a cikkben szereplő információk forrásmegjelöléseként.